# Marco Sullivan

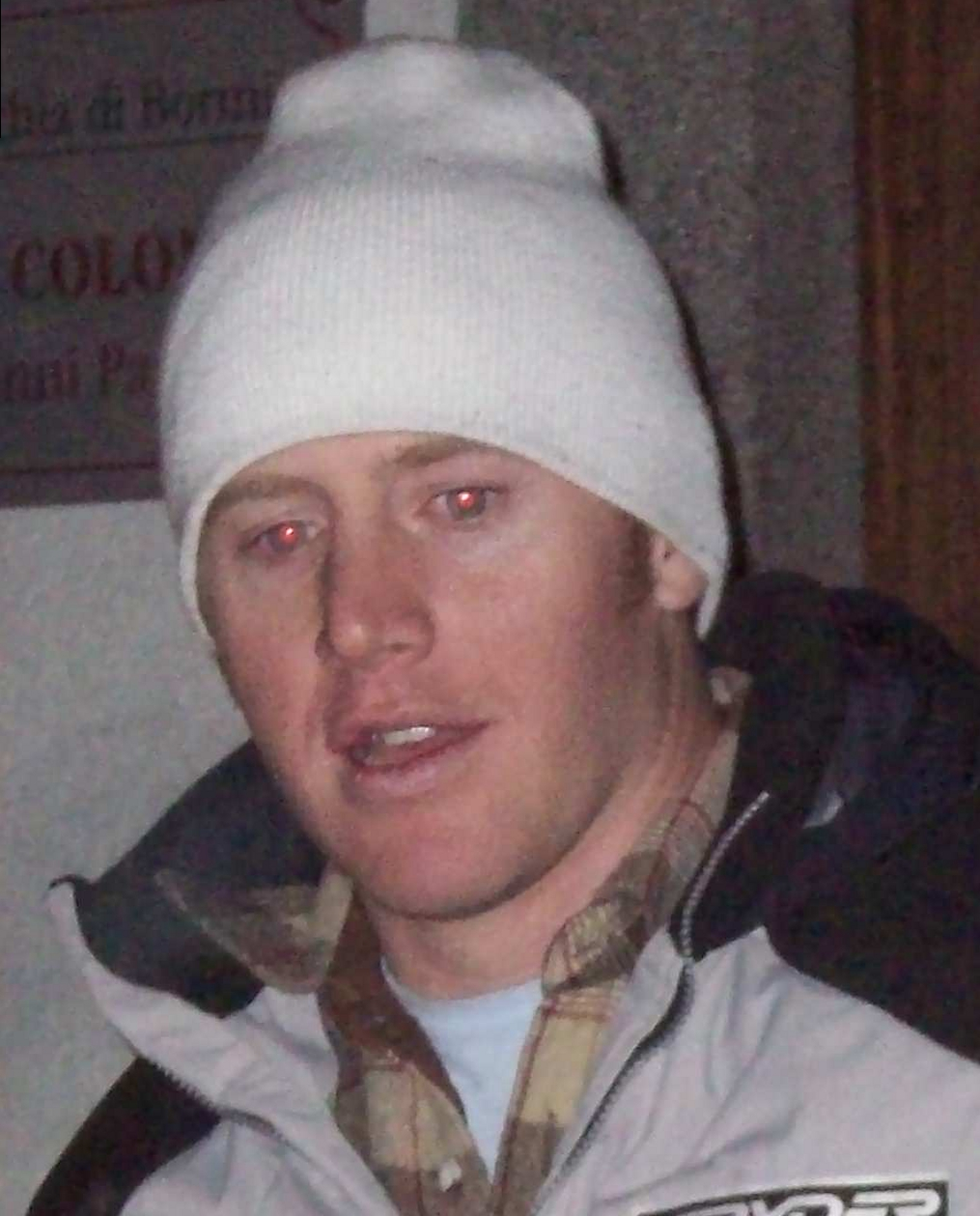
Marco Sullivan

Marco Sullivan nació el 27 de abril de 1980 en Truckee (Estados Unidos), es un esquiador que tiene 1 victoria en la Copa del Mundo de Esquí Alpino (con un total de 4 podiums).

## Resultados

### Juegos Olímpicos de Invierno
- 2002 en Salt Lake City, Estados Unidos
  - Descenso: 9.º
- 2010 en Vancouver, Canadá.
  - Super Gigante: 23.º
- 2014 en Sochi, Rusia.
  - Descenso: 30.º

### Campeonatos Mundiales
- 2003 en St. Moritz, Suiza.
  - Super Gigante: 17.º
  - Descenso: 24.º
- 2007 en Åre, Suecia
  - Descenso: 28.º
- 2009 en Val d'Isère, Francia.
  - Descenso: 25.º

### Copa del Mundo

#### Clasificación general Copa del Mundo
- 2001-2002: 144.º
- 2002-2003: 55.º
- 2005-2006: 86.º
- 2006-2007: 52.º
- 2007-2008: 28.º
- 2008-2009: 30.°
- 2009-2010: 65.º
- 2010-2011: 158.º
- 2011-2012: 93.º
- 2012-2013: 55.º
- 2013-2014: 72.º
- 2014-2015: 47.º

#### Clasificación por disciplinas (Top-10)
- 2007-2008:
  - Descenso: 4.º

#### Victorias en la Copa del Mundo (1)

##### Descenso (1)
| Fecha               | Lugar    |
| ------------------- | -------- |
| 26 de enero de 2008 | Chamonix |